# James Gibbons (Politiker)
James „Jim“ Gibbons (* 3. August 1924 im County Kilkenny; † 20. Dezember 1997) war ein irischer Politiker der Fianna Fáil.

## Biografie
Gibbons war von Beruf Landwirt und wurde 1957 erstmals als Kandidat der Fianna Fáil zum Mitglied des Unterhauses (Dáil Éireann) gewählt und vertrat dort nach fünf anschließenden Wiederwahlen bis zu seiner Wahlniederlage 1981 den Wahlkreis Carlow-Kilkenny.
1965 ernannte ihn Premierminister (Taoiseach) Seán Lemass zum Parlamentarischen Sekretär beim Finanzminister. Dieses Amt behielt er, bis der Nachfolger von Lemass, Premierminister Jack Lynch, ihn am 2. Juli 1970 zum Verteidigungsminister ernannte. Im Rahmen einer Kabinettsumbildung war er anschließend vom 9. Mai 1970 bis zum 5. Februar 1973 Minister für Landwirtschaft und Fischerei im Kabinett Lynch.
Nach dem erneuten Wahlsieg der Fianna Fáil berief ihn Taoiseach Lynch am 5. Juli 1977 erneut zum Landwirtschaftsminister und behielt dieses Amt bis zur Ablösung Lynchs durch seinen parteiinternen Rivalen Charles J. Haughey am 11. Dezember 1979.
1981 erlitt er eine Wahlniederlage und schied zunächst aus dem Unterhaus aus, wurde allerdings im März 1982 wieder zum Unterhausabgeordneten gewählt und vertrat bis November 1982 wieder den Wahlkreis Carlow-Kilkenny. Nachdem er jedoch bei den Unterhauswahlen im November 1982 eine erneute Wahlniederlage erlitt, schied er aus dem Dáil Éireann aus und zog sich aus der Politik zurück.
Sein Onkel Seán Gibbons war als Vertreter der Fianna Fáil ebenfalls Teachta Dála sowie Mitglied des Seanad Éireann, während seine Söhne Jim Gibbons, Jr. und Martin Gibbons für die Progressive Democrats Mitglied des Senats bzw. des Unterhauses waren.